# Вёрт, Эрик
Эрик Вёрт (фр. Éric Woerth) — французский политик, депутат Национального собрания Франции, министр в правительствах Франсуа Фийона (2007-2010 гг.).

## Биография
Родился 29 января 1956 г. в городе Крей (департамент Уаза). Закончил экономический лицей в Шантийи, затем университет Париж II (Пантеон-Ассас). Также имеет дипломы школы бизнеса HEC и Института политических исследований.
Профессиональную карьеру начал в 1981 году в качестве персонального консультанта по финансам в компании Arthur Andersen. В 1986—1990 годах работал генеральным директором, вице-президентом и президентом Агентства по развитию департамента Уаза.
Вступив в 1981 году в голлисткую партию Объединение в поддержку Республики (позже преобразованного в Союз за народное движение), Эрик Вёрт начал политическую карьеру в 1983 году в родном городе Крей, где выставил свою кандидатуру на выборах мэра, но потерпел поражение. После этого он переориентировался с Крея, традиционно поддерживающего левых, на соседний город Шантийи, где в 1990 году был избран членом городского совета.
В 1986 году Эрик Вёрт по списку Объединения в поддержку Республики впервые был избран в региональный совет Пикардии, в 1992 году занял пост вице-президента совета, а в 1995 году победил на муниципальных выборах в Шантийи, заняв пост мэра этого города.
С 1993 года Эрик Вёрт входит в близкий круг будущего президента Жака Ширака, возглавляя в 1993—1995 году финансовую группу его предвыборного штаба. В 1995—1997 был советником премьер-министра Алена Жюппе. В октябре 2002 года он основал престижный политический клуб «Компас», в который вошли 38 депутатов реформистского крыла Союза за народное движение, поддерживающие президента Жака Ширака.
В 2002 году Вёрт впервые был избран депутатом Национального собрания Франции по 4-му избирательному округ департамента Уаза, после чего ещё дважды — в 2007 и 2012 годах — побеждал на выборах. Он трижды приостанавливал своё участие в работе Национального собрания на период работы в правительстве Франции.
В 2004 году Эрик Вёрт вошел в правительство в качестве государственного секретаря по вопросам реформ. С этого времени он стал сближаться с будущим президентом Николя Саркози. В том же году Вёрт был назначен казначеем партии Союз за народное движение, был автором проекта сбора средств в поддержку партии от богатых граждан.
На протяжении своей политической карьеры Эрик Вёрт неоднократно оказывался в центре скандальных разбирательств, связанных с финансовыми махинациями. В частности, ещё в 1990 году при уходе с поста президента Агентства по развитию департамента Уаза ему было выплачено выходное пособие в размере пяти месячных окладов, что привлекло внимание аудиторов и стало предметом обсуждения в прессе. В 2010 году он оказался в центре крупного скандала, связанного с незаконным финансированием партии Союз за народное движение Лилиан Бетанкур, владелицей компании L’Oréal и одной из богатейших женщин мира (т. н. дело Вёрта-Бетанкур). На фоне этого скандала он даже был вынужден уйти с поста казначея партии. Кроме того, он подозревается в участии в продаже ипподрома в городе Компьень группе лиц, близких к руководству партии, по заниженной цене и в нарушении установленных законом процедур.
В июне 2017 года Эрик Вёрт был избран председателем комиссии по финансам Национального собрания Франции.
В феврале 2022 года Эрик Вёрт объявляет о поддержке Эммануэля Макрона на президентских выборах 2022 года, при этом заявляя, что не желает интегрироваться в состав партии Вперёд, Республика! или президентского большинства. После этого лидер Республиканцев Кристиан Жакоб потребовал, чтобы он немедленно вышел из партии. В Национальном собрании Эрик Вёрт, соответственно, покинул группу Республиканцев и присоединился к группе Вперёд, Республика!.
На выборах в Национальное собрание в 2022 году он в шестой раз баллотируется по 4-му округе департамента Сомма, на этот раз от президентского большинства, в то время как его бывшая партия выдвигает против него его родственника Арно Дюмонтье. Эрик Вёрт уверенно победил во втором туре кандидата Национального объединения и сохранил мандат депутата. В Национальном собрании он стал членом Комиссии по международным делам. 22 июня 2022 года был избран квестором Национального собрания.

## Занимаемые выборные должности
17.03.1986 — 22.03.1992 — член Регионального совета Пикардии 

23.03.1992 — 15.03.1998 — вице-президент Регионального совета Пикардии 

1994—2004 — мэр города Шантийи

16.03.1998 — 15.07.2002 — член Регионального совета Пикардии 

19.06.2002 — 30.04.2004 — депутат Национального собрания Франции от 4-го избирательного округа департамента Уаза

2004—2005 — вице-мэр города Шантийи

31.03.2004 — 31.05.2005 — государственный секретарь по вопросам реформ в правительстве Жана-Пьера Раффарена

06.2005 — 06.07.2017 — мэр города Шантийи

19.09.2005 — 19.07.2007 — депутат Национального собрания Франции от 4-го избирательного округа департамента Уаза

18.07.2007 — 22.03.2010 — министр бюджета, государственных счетов и гражданской администрации в правительстве Франсуа Фийона

22.03.2010 — 13.11.2010 — министр труда, солидарности и государственной службы в правительстве Франсуа Фийона

с 14.12.2010 — депутат Национального собрания Франции от 4-го избирательного округа департамента Уаза